# Igliškėliai
Igliškėliai is een plaats in het Litouwse district Marijampolė. De plaats telt 334 inwoners (2001).